# Філіп Девулф
Філіп Девулф (нар. 15 березня 1972) — колишній бельгійський тенісист.
Найвищу одиночну позицію світового рейтингу — 39 місце досяг 15 вересня 1997, парну — 125 місце — 4 жовтня 1993 року.
Здобув 2 одиночні та 1 парний титул.
Найвищим досягненням на турнірах Великого шолома був півфінал в одиночному розряді.
Завершив кар'єру 2001 року.

## Фінали турнірів ATP за кар'єру

### Одиночний розряд: 2 (2 перемоги)
| Легенда                         |
| ------------------------------- |
| Турніри Великого шлема (0–0)    |
| Фінали Світового туру ATP (0–0) |
| Серія Мастерс ATP (0–0)         |
| Серія турнірів ATP (0–0)        |
| Світова серія ATP (2–0)         |

| Фінали за покриттям |
| ------------------- |
| Тверде (0–0)        |
| Ґрунт (1–0)         |
| Трава (0–0)         |
| Килим (1–0)         |

| Фінали за типом корту |
| --------------------- |
| Відкритий корт (1–0)  |
| Закритий корт (1–0)   |

| Результат | В-П | Дата     | Турнір            | Рівень        | Покриття | Суперник      | Рахунок            |
| --------- | --- | -------- | ----------------- | ------------- | -------- | ------------- | ------------------ |
| Перемога  | 1–0 | Жов 1995 | Відень, Австрія   | Світова серія | Килим    | Томас Мустер  | 7–5, 6–2, 1–6, 7–5 |
| Перемога  | 2–0 | Лип 1997 | Кіцбюель, Австрія | Світова серія | Ґрунт    | Хуліан Алонсо | 7–6(7–2), 6–4, 6–1 |

### Парний розряд: 1 (1 перемога)
| Легенда                         |
| ------------------------------- |
| Турніри Великого шлема (0–0)    |
| Фінали Світового туру ATP (0–0) |
| Серія Мастерс ATP (0–0)         |
| Серія турнірів ATP (0–0)        |
| Світова серія ATP (1–0)         |

| Фінали за покриттям |
| ------------------- |
| Тверде (0–0)        |
| Ґрунт (1–0)         |
| Трава (0–0)         |
| Килим (0–0)         |

| Фінали за типом корту |
| --------------------- |
| Відкритий корт (1–0)  |
| Закритий корт (0–0)   |

| Результат | В-П | Дата     | Турнір                                          | Рівень        | Покриття | Партнер     | Суперники                   | Рахунок  |
| --------- | --- | -------- | ----------------------------------------------- | ------------- | -------- | ----------- | --------------------------- | -------- |
| Перемога  | 1–0 | Сер 1993 | Відкритий чемпіонат Хорватії з тенісу, Хорватія | Світова серія | Ґрунт    | Том Ванхудт | Хорді Арресе Франсіско Ройг | 6–4, 7–5 |

## Фінали ATP Челленджер і ITF Ф'ючерс

### Одиночний розряд: 6 (1–5)
| Легенда              |
| -------------------- |
| ATP Челленджер (0–5) |
| ITF Ф'ючерс (1–0)    |

| Фінали за покриттям |
| ------------------- |
| Тверде (0–1)        |
| Ґрунт (1–4)         |
| Трава (0–0)         |
| Килим (0–0)         |

| Результат | В-П | Дата     | Турнір                    | Рівень     | Покриття | Суперник           | Рахунок       |
| --------- | --- | -------- | ------------------------- | ---------- | -------- | ------------------ | ------------- |
| Поразка   | 0-1 | Сер 1992 | Женева, Швейцарія         | Челленджер | Ґрунт    | Серхіо Кортес      | 7–6, 2–6, 4–6 |
| Поразка   | 0-2 | Тра 1994 | Єрусалим, Ізраїль         | Челленджер | Тверде   | Арне Томс          | 6–4, 1–6, 4–6 |
| Поразка   | 0-3 | Чер 1994 | Ташкент, Узбекистан       | Челленджер | Ґрунт    | Чак Адамс          | 4–6, 6–4, 6–7 |
| Перемога  | 1-3 | Січ 2000 | Франція F1, Грасс         | Ф'ючерс    | Ґрунт    | Ніколя Кутло       | 6–2, 6–2      |
| Поразка   | 1-4 | Тра 2000 | Единбург, Велика Британія | Челленджер | Ґрунт    | Марсело Чарпентьєр | без гри       |
| Поразка   | 1-5 | Чер 2000 | Вайден, Німеччина         | Челленджер | Ґрунт    | Даніель Ельснер    | 1–6, 6–7(5–7> |

### Парний розряд: 10 (6–4)
| Легенда              |
| -------------------- |
| ATP Челленджер (6–4) |
| ITF Ф'ючерс (0–0)    |

| Фінали за покриттям |
| ------------------- |
| Тверде (0–2)        |
| Ґрунт (5–1)         |
| Трава (0–0)         |
| Килим (1–1)         |

| Результат | В-П | Дата     | Турнір                         | Рівень     | Покриття | Партнер        | Суперники                                | Рахунок       |
| --------- | --- | -------- | ------------------------------ | ---------- | -------- | -------------- | ---------------------------------------- | ------------- |
| Поразка   | 0–1 | Лип 1992 | Оберштауфен, Німеччина         | Челленджер | Ґрунт    | Том Ванхудт    | Йоган Андерсон Ларс-Андерс Вальгрен      | 6–2, 6–7, 4–6 |
| Перемога  | 1–1 | Сер 1992 | Женева, Швейцарія              | Челленджер | Ґрунт    | Том Ванхудт    | Альфонсо Гонсалес-Мора Марсело Ребольєдо | 6–3, 6–2      |
| Перемога  | 2–1 | Вер 1992 | Касабланка, Марокко            | Челленджер | Ґрунт    | Том Ванхудт    | Кароль Кучера Андрій Мерінов             | 7–5, 6–3      |
| Поразка   | 2–2 | Лис 1992 | Бандар-Сері-Бегаван, Бруней    | Челленджер | Тверде   | Том Ванхудт    | Овен Кейсі Доналд Джонсон                | 2–6, 3–6      |
| Перемога  | 3–2 | Лют 1993 | Ліппштадт, Німеччина           | Челленджер | Килим    | Мартін Лорендо | Давід Енгель Петер Нюборґ                | 7–6, 4–6, 7–6 |
| Поразка   | 3–3 | Бер 1993 | Гарміш-Партенкірхен, Німеччина | Челленджер | Килим    | Том Ванхудт    | Майк Бауер Александр Мронц               | 6–7, 6–3, 2–6 |
| Перемога  | 4–3 | Сер 1993 | Ґрац, Австрія                  | Челленджер | Ґрунт    | Том Ванхудт    | Хорді Арресе Франсіско Ройг              | 6–7, 6–2, 6–3 |
| Перемога  | 5–3 | Вер 1993 | Будапешт, Угорщина             | Челленджер | Ґрунт    | Том Ванхудт    | Стефано Пескосолідо Массімо Валері       | 7–5, 6–3      |
| Поразка   | 5–4 | Тра 1994 | Єрусалим, Ізраїль              | Челленджер | Тверде   | Дік Норман     | Елліс Феррейра Кевін Ульєтт              | 6–7, 3–6      |
| Перемога  | 6–4 | Лип 1995 | Прага, Чехія                   | Челленджер | Ґрунт    | Войтех Флегль  | Петр Пала Давід Шкох                     | 6–7, 7–5, 6–2 |

## Часовий графік результатів
| W | Ф | ПФ | ЧФ | #Р | КТ | К# | DNQ | A | NH |

### Одиночний розряд
| Турніри Великого шлему                 |     |     |     |     |     |     |     |     |        |       |     |
| Відкритий чемпіонат Австралії з тенісу |     | 2р  | 1р  | 2р  | 2р  | 1р  |     |     | 0 / 5  | 3–5   | 38% |
| Відкритий чемпіонат Франції з тенісу   | К3р |     | К3р | 1р  | ПФ  | ЧФ  |     | К2р | 0 / 3  | 9–3   | 75% |
| Вімблдонський турнір                   |     |     | 1р  | 2р  | 1р  | 2р  |     |     | 0 / 4  | 2–4   | 33% |
| Відкритий чемпіонат США з тенісу       |     |     |     | 1р  | 1р  | 1р  |     |     | 0 / 3  | 0–3   | 0%  |
| В-П                                    | 0–0 | 1–1 | 0–2 | 2–4 | 6–4 | 5–4 | 0–0 | 0–0 | 0 / 15 | 14–15 | 48% |
| Тур ATP Мастерс 1000                   |     |     |     |     |     |     |     |     |        |       |     |
| Відкритий чемпіонат Маямі з тенісу     |     |     |     |     | 2р  | 2р  |     |     | 0 / 2  | 2–2   | 50% |
| Монте-Карло                            |     | К3р |     | 1р  |     |     |     |     | 0 / 1  | 0–1   | 0%  |
| Гамбург                                |     |     |     |     | 1р  | 2р  |     |     | 0 / 2  | 1–2   | 33% |
| Рим                                    |     |     |     |     |     | 2р  |     |     | 0 / 1  | 1–1   | 50% |
| Мастерс Канада                         |     |     |     | 1р  |     |     |     |     | 0 / 1  | 0–1   | 0%  |
| Мастерс Цинциннаті                     |     |     |     | 1р  |     |     |     |     | 0 / 1  | 0–1   | 0%  |
| Париж                                  |     |     |     | К1р | 1р  |     |     |     | 0 / 1  | 0–1   | 0%  |
| Штутгарт                               |     |     |     | 1р  | 1р  |     |     |     | 0 / 2  | 0–2   | 0%  |
| В-П                                    | 0–0 | 0–0 | 0–0 | 0–4 | 1–4 | 3–3 | 0–0 | 0–0 | 0 / 11 | 4–11  | 27% |